# Szompács
Szompács egykori település Zala vármegyében, ma már lakatlan, területe Pusztaederics részét képezi. 1452-ben a szentgotthárdi ciszterci apátság birtokába került, Budafalvai Heléna nemesasszony révén. Egy 14. századi oklevél még említi termékeny területként, de ritkán lakott lehetett, amit alátámaszt egy 1513-ból való összeírás is.
1452-ben Darabos György apát megnövelte a területét egy birtokvétel során.

## Külső hivatkozás
- Kalász Elek: A szentgotthárdi apátság birtokviszonyai és a ciszterci gazdálkodás a középkorban, Budapest 1932.